# Liste der Kulturdenkmäler in Vallendar
In der Liste der Kulturdenkmäler in Vallendar sind alle Kulturdenkmäler der rheinland-pfälzischen Stadt Vallendar aufgeführt. Grundlage ist die Denkmalliste des Landes Rheinland-Pfalz (Stand: 27. Oktober 2023).

## Denkmalzonen
| Bezeichnung                    | Lage             | Baujahr | Beschreibung                    | Bild                           |
| ------------------------------ | ---------------- | ------- | ------------------------------- | ------------------------------ |
| Denkmalzone Jüdischer Friedhof | Kirchhohl 2 Lage | 1920    | 24 Grabsteine von 1920 bis 1940 | weitere Bilder Fotos hochladen |

## Einzeldenkmäler
| Bezeichnung                                                                    | Lage                                                              | Baujahr                                       | Beschreibung | Bild                           |
| ------------------------------------------------------------------------------ | ----------------------------------------------------------------- | --------------------------------------------- | --- | ------------------------------ |
| Wohnhaus                                                                       | Am Mühlenbach 3 Lage                                              | 18. Jahrhundert                               | Fachwerkhaus, teilweise massiv, verputzt, wohl aus dem 18. Jahrhundert; Bruchstein- und Backsteinbau | Fotos hochladen                |
| Haus Hilland                                                                   | Auf'm Nippes 1 Lage                                               | 18. Jahrhundert                               | ehemalige Gerberei und Lohmühle; Fachwerkhaus, teilweise massiv, 18. Jahrhundert | Fotos hochladen                |
| Katholische Anbetungskirche zur heiligen Dreifaltigkeit und Kloster Schönstatt | Berg Schönstatt Lage                                              | 1965–68                                       | Wallfahrtskirche und Klosterbauten errichtet 1965–68 nach Plänen von Alexander von Branca, München | weitere Bilder Fotos hochladen |
| Katholische Pfarrkirche St. Petrus und Marcelinus                              | Beuelsweg/Kirchstraße Lage                                        | vor 1501                                      | spätgotischer Westturm, vor 1501, dreischiffige neuromanische Hallenkirche, 1837–41, Architekt Johann Claudius von Lassaulx, Koblenz; Gesamtanlage mit Treppe und Park | weitere Bilder Fotos hochladen |
| Bildstock                                                                      | Beuelsweg Lage                                                    |                                               | Nische mit Skulptur, Figur, spätgotisch | weitere Bilder Fotos hochladen |
| Wohnhaus                                                                       | Beuelsweg 1 Lage                                                  | Mitte des 19. Jahrhunderts                    | Bruchsteinbau, Mitte des 19. Jahrhunderts | Fotos hochladen                |
| Katholisches Pfarrhaus                                                         | Beuelsweg 4 Lage                                                  | 18. Jahrhundert                               | spätbarocker Mansardwalmdachbau, 18. Jahrhundert; Gesamtanlage | Fotos hochladen                |
| Seniorenheim St. Joseph                                                        | Beuelsweg 8 Lage                                                  | 1856–59                                       | ehemaliges St.-Joseph-Krankenhaus; Bruchsteinbau mit neugotischer Kapelle, 1856–59, Architekt Vincenz Statz; Gesamtanlage | Fotos hochladen                |
| Villa                                                                          | Burgstraße 8 Lage                                                 | 1917                                          | Mansarddach-Villa, bezeichnet 1917 | Fotos hochladen                |
| Skulptur                                                                       | D’Esterstraße, an Nr. 7 Lage                                      |                                               | Marienfigur, barock | Fotos hochladen                |
| Wohnhaus                                                                       | D’Esterstraße 11 Lage                                             | um 1900/1910                                  | L-förmiger Putzbau, Jugendstil, um 1900/1910 | Fotos hochladen                |
| Kapelle                                                                        | Deutschherrenstraße Lage                                          |                                               | Kapelle, Bruchstein | weitere Bilder Fotos hochladen |
| Industriegebäude                                                               | Deutschherrenstraße 1 Lage                                        | Ende des 19. Jahrhunderts                     | dreigeschossiger Backsteinbau, Walmdach, Schornstein, Ende des 19. Jahrhunderts | Fotos hochladen                |
| Backhaus                                                                       | Deutschherrenstraße 5 Lage                                        |                                               | Fachwerkhaus, teilweise massiv, 19. Jahrhundert; Mühlenanlage | weitere Bilder Fotos hochladen |
| Wohnhaus                                                                       | Deutschherrenstraße 12 Lage                                       | 1682                                          | Fachwerkhaus, teilweise massiv, bezeichnet 1682 und 1697 | Fotos hochladen                |
| ehemalige Synagoge                                                             | Eulerstraße, an Nr. 3 Lage                                        | 1856/57                                       | im Neubau zwei Bruchsteingeschosse der rückwärtigen Giebelwand erhalten | weitere Bilder Fotos hochladen |
| Wohnhaus                                                                       | Heerstraße 14 Lage                                                | Mitte des 19. Jahrhunderts                    | neunachsiger Bruchsteinbau, Walmdach, Mitte des 19. Jahrhunderts | Fotos hochladen                |
| Relief                                                                         | Heerstraße, an Nr. 34 Lage                                        |                                               | Relieffries | Fotos hochladen                |
| Wohnhaus                                                                       | Heerstraße 39 Lage                                                | 1734                                          | abgewalmter Mansarddachbau, Fachwerkzwerchhaus, bezeichnet 1734 | Fotos hochladen                |
| Wohnhaus                                                                       | Heerstraße 51 Lage                                                | zweite Hälfte des 18. Jahrhunderts            | Mansarddachbau, zweite Hälfte des 18. Jahrhunderts | Fotos hochladen                |
| Marienburg                                                                     | Heerstraße 52 Lage                                                | 1773                                          | auch Haus D’Ester, jetzt Hauptgebäude der WHU; stattlicher spätbarocker Mansardwalmdachbau, bezeichnet 1773, Architekt eventuell Nikolaus Lauxem, Koblenz; dreigeschossiger Backsteinanbau mit Kapelle, 1897/98, Architekt Josef Kleesattel, Düsseldorf; Gesamtanlage mit Park und klassizistischem Gartenhaus                                                 | weitere Bilder Fotos hochladen |
| Villa                                                                          | Heerstraße 54 Lage                                                | frühes 19. Jahrhundert                        | Villa; Putzbau, neubarocke Ornamentik, wohl ursprünglich aus dem frühen 19. Jahrhundert; Toranbau, Neurenaissance, 20. Jahrhundert; Gesamtanlage mit Garten und Hof | weitere Bilder Fotos hochladen |
| Wohnhaus                                                                       | Heerstraße 58 Lage                                                | 1902                                          | späthistoristischer Putzbau, bezeichnet 1902 | Fotos hochladen                |
| Wohnhaus                                                                       | Hellenstraße 1 Lage                                               | 1670                                          | Fachwerkhaus, teilweise massiv, bezeichnet 1670, wohl eher aus dem 18. Jahrhundert | Fotos hochladen                |
| Wohnhaus                                                                       | Hellenstraße 2 Lage                                               | Ende des 17. oder Anfang des 18. Jahrhunderts | Fachwerkhaus, teilweise massiv, verputzt, Ende des 17. oder Anfang des 18. Jahrhunderts | Fotos hochladen                |
| Gasthaus Zur Grotte                                                            | Hellenstraße 5 Lage                                               | um 1900                                       | Putzbau, Jugendstilornamentik, um 1900 | Fotos hochladen                |
| Wohnhaus                                                                       | Hellenstraße 7 Lage                                               | 18. Jahrhundert                               | Fachwerkhaus, teilweise massiv, Mansarddach, im Kern wohl aus dem 18. Jahrhundert | Fotos hochladen                |
| Wohnhaus                                                                       | Hellenstraße 9 Lage                                               | 1674                                          | Putzbau, bezeichnet 1674 und 1883, Fachwerkerker, Erweiterung 1904/05 | weitere Bilder Fotos hochladen |
| Wohnhaus                                                                       | Hellenstraße 26 Lage                                              | 17. Jahrhundert                               | Fachwerkhaus, teilweise massiv, 17. Jahrhundert | Fotos hochladen                |
| Wohnhaus                                                                       | Hellenstraße 38 Lage                                              | 1745                                          | Mansarddachbau, bezeichnet 1745 | Fotos hochladen                |
| Fassade                                                                        | Hellenstraße, an Nr. 44 Lage                                      | um 1890/1900                                  | Fassade (im Neubau integriert), um 1890/1900 | Fotos hochladen                |
| Bürgerhaus Kneudgen                                                            | Höhrer Straße 2 Lage                                              | 1617                                          | Fachwerkhaus, teilweise massiv, Krüppelwalmdach, bezeichnet 1617 | Fotos hochladen                |
| Wohnhaus                                                                       | Höhrer Straße 47 Lage                                             | um 1900                                       | Putzbau, Fachwerkkniestock, um 1900 | Fotos hochladen                |
| Villa                                                                          | Höhrer Straße 91 Lage                                             | um 1900                                       | Villa, um 1900 | Fotos hochladen                |
| Kaiser-Friedrich-Turm                                                          | Kaiser-Friedrich-Höhe Lage                                        |                                               | Aussichtsturm, Gusseisen, 1888 | weitere Bilder Fotos hochladen |
| Kruzifixe und Grabmal                                                          | Kirchstraße, auf dem Friedhof Lage                                | um 1870                                       | drei neugotische Kruzifixe, Gusseisen, um 1870; Ruhestätte Familie D’Ester | Fotos hochladen                |
| Kurfürstliche Sommerresidenz                                                   | Krummgasse 5 Lage                                                 | 1775                                          | Sommerresidenz von Kurfürst Clemens Wenzeslaus in Trier; stattlicher abgewalmter Mansarddachbau, bezeichnet 1775, Stadtbaumeister Nikolaus Lauxem, Koblenz | Fotos hochladen                |
| Wohnhaus                                                                       | Löhrstraße 9 Lage                                                 | 1599                                          | dreigeschossiges Fachwerkhaus, teilweise massiv, bezeichnet 1599, zwei Fachwerkgeschosse aus dem 17. Jahrhundert, Krüppelwalmdach | Fotos hochladen                |
| Wohnhaus                                                                       | Löhrstraße 33/35 Lage                                             | 1660                                          | Fachwerkhaus, teilweise massiv, bezeichnet 1660 | Fotos hochladen                |
| Wohnhaus                                                                       | Marktstraße 1/3 Lage                                              | 18. Jahrhundert                               | großer Mansarddachbau, wohl aus dem 18. Jahrhundert; 2024 abgebrochen | Fotos hochladen                |
| ehemaliges Augustinerinnenkloster Schönstatt                                   | Pallottistraße 2 Lage                                             | ab 1143                                       | Ruine des Klosters der Augustinerinnen von Lonnig, seit 1143, im 16. Jahrhundert Zerfall, 1633 zerstört; Turm der ehemaligen Doppelturmfassade, Obergeschosse um 1220, Unterbau älter; Kapelle, Gründung im 13. Jahrhundert, 1681 wieder errichtet; Kapelle, Saalbau; Haus Marien, auch Haus Wasserburg, barocker Walmdachbau, im Kern aus dem 18. Jahrhundert | Fotos hochladen                |
| Haus Schönfels                                                                 | Pater-Josef-Kentenich-Straße, zu Nr. 1 Lage                       | 1920er Jahre                                  | Priesterschule; Putzbau, abgetreppter Giebel, 1920er Jahre | Fotos hochladen                |
| Tür                                                                            | Rathausplatz, an Nr. 3 Lage                                       |                                               | neugotische Maßwerktür | Fotos hochladen                |
| Altes Rathaus                                                                  | Rathausplatz 5 Lage                                               | 1663                                          | ehemaliges Rathaus; Fachwerkbau, teilweise massiv, bezeichnet 1663 | weitere Bilder Fotos hochladen |
| Wohnhaus                                                                       | Rathausplatz 6 Lage                                               | 1617                                          | Fachwerkhaus, teilweise massiv, bezeichnet 1617 | Fotos hochladen                |
| Wohnhaus                                                                       | Rathausplatz 12 Lage                                              | 1689                                          | dreigeschossiges Fachwerkhaus, teilweise massiv, bezeichnet 1689 oder 1698 | weitere Bilder Fotos hochladen |
| Rathaus                                                                        | Rathausplatz 13 Lage                                              | 1844/45                                       | ehemalige Schule; dreigeschossiger Bruchsteinbau, 1844/45, Architekt wohl Ferdinand Nebel | weitere Bilder Fotos hochladen |
| Villa                                                                          | Rheinstraße 25 Lage                                               | 1893                                          | Villa, Neugotik und Neurenaissance, bezeichnet 1893 | Fotos hochladen                |
| Villa                                                                          | Rheinstraße 48 Lage                                               | 1910/20                                       | Putzvilla, Expressionismus, 1910/20; Gesamtanlage mit Garten | Fotos hochladen                |
| Bahnhof Vallendar                                                              | Rheinstraße 91 Lage                                               | 1869                                          | spätklassizistischer Putzbau, 1869 | Fotos hochladen                |
| Wohnhaus                                                                       | Rheinufer 1/2 Lage                                                | 19. Jahrhundert                               | dreigeschossiges Doppelhaus, Bruchstein, Krüppelwalmdach, 19. Jahrhundert | Fotos hochladen                |
| Wohnhaus                                                                       | Rheinufer 6 Lage                                                  | Ende des 19. Jahrhunderts                     | langgestreckter Putzbau, rheinseitig mehrgliedrige Fassade, Ende des 19. Jahrhunderts | Fotos hochladen                |
| Wohnhaus                                                                       | Seilerbahn 12 Lage                                                | um 1910                                       | repräsentativer Mansarddachbau, um 1910 | Fotos hochladen                |
| Evangelische Lukaskirche                                                       | Weitersburger Weg Lage                                            | 1884/85                                       | neugotischer Backsteinbau, 1884/85, Architekt Friedrich Lang, Wiesbaden; Gesamtanlage mit Pfarrhaus | weitere Bilder Fotos hochladen |
| Grabmal                                                                        | Weitersburger Weg, auf dem Friedhof Lage                          | um 1903                                       | Grabmal Familie Hagen, Portikus, um 1903 | Fotos hochladen                |
| Villa                                                                          | Weitersburger Weg 1 Lage                                          | um 1900                                       | Villa, Fachwerkgiebel, um 1900 | Fotos hochladen                |
| Weitersburger Weg 6illa                                                        | Weitersburger Weg 6 Lage                                          | um 1900                                       | Backsteinvilla, um 1900 | Fotos hochladen                |
| Wildburg                                                                       | Wildburgstraße 7 Lage                                             | nach 1698                                     | auch Wildberger Hof; Barockbau, dreigeschossige Ecktürme, bald nach 1698, kurtrierischer Hofbaumeister Johann Christoph Sebastiani; rückwärtiger Bau bezeichnet 1834; größeres Areal mit Garten, Anbau mit Kapellentrakt, bauliche Gesamtanlage | weitere Bilder Fotos hochladen |
| Kreuz                                                                          | nordöstlich der Stadt an der L 308 Richtung Höhr-Grenzhausen Lage |                                               | barockes Kreuz in moderner Nische | weitere Bilder Fotos hochladen |
| Kapelle                                                                        | östlich der Stadt beim Wandhof Lage                               | Ende des 19. Jahrhunderts                     | Kapelle, Backsteinbau, wohl vom Ende des 19. Jahrhunderts; Kreuz bezeichnet 1767 | Fotos hochladen                |
| Forellenhof                                                                    | östlich der Stadt Lage                                            | Anfang des 19. Jahrhunderts                   | auch Tannenhof; dreigeschossiger Bruchsteinbau, Krüppelwalmdach, Anfang des 19. Jahrhunderts | Fotos hochladen                |

## Ehemalige Kulturdenkmäler
| Bezeichnung | Lage               | Baujahr                  | Beschreibung                                                                                  | Bild            |
| ----------- | ------------------ | ------------------------ | --------------------------------------------------------------------------------------------- | --------------- |
| Wohnhaus    | Löhrstraße 44 Lage | 18. oder 19. Jahrhundert | Fachwerkhaus, teilweise massiv, verputzt, 18. oder 19. Jahrhundert; aus Denkmalliste gelöscht | Fotos hochladen |